# Aida Nuño
Aida Nuño Palacio (Hevia (Siero), 24 de noviembre de 1983) es una ciclista española. Considerada como la mejor corredora española de Ciclocrós de la historia tras participar en el primer Campeonato Mundial de Ciclocrós Femenino en el 2000 con solo 16 años.  Posee 7 campeonatos nacionales élite (el primero con solo 18 años) y 2 júnior. Consiguió una notable 17.ª posición en el Campeonato Mundial de Ciclocrós 2016 entre otros resultados.
En el 2014 tuvo la oportunidad de debutar como profesional con el Lointek (equipo de carretera) . Tras una buena adaptación a esa nueva disciplina (la 2.ª mejor de su equipo en la Emakumeen Euskal Bira: 44.ª; y 11.ª en el Campeonato de España en Ruta) destacó en sus primeras carreras de la temporada 2014-2015 de cyclocross y fue su consagración en el panorama nacional e internacional. 
En 2015 consiguió sus primeros puntos UCI en la disciplina del ciclismo en ruta al quedar 13.ª en el Gran Premio de Plumelec-Morbihan.
Fuera de la competición deportiva ha sido Marketing Manager de Sport LifeStyle y encargada de Logística y Comunicación del equipo MMR Factory Racing Team gracias a sus estudios de Administración y Dirección de Empresas.
En enero de 2018 ganó el Campeonato de España de ciclocross élite disputado en Legazpi (Guipúzcoa) en uno de los circuitos más duros celebrados en las últimas ediciones. Aída Nuño marcó un fuerte ritmo desde los primeros compases de la carrera haciendo valer su apodo de "La Reina del Barro".[cita requerida]
La temporada 2018-19 ha supuesto un gran cambio en la carrera deportiva de Aída Nuño. Tras más de diez años vinculada deportivamente a la marca de bicicletas asturiana MMR BIKES, ha llegado a un acuerdo con el conocido fabricante de bicicletas americano TREK BIKES para la utilización de las mismas.[cita requerida]
Con la experiencia forjada a través de los años en competición, Aída Nuño ha conseguido victorias en varias pruebas UCI C1 y un brillante 8.º puesto en la Copa del Mundo en la prueba Telenet UCI WC Tábor Czech Republic en noviembre de 2018.[cita requerida]
Tras lograr su séptimo título de Campeona de España 2019 en Pontevedra, se convierte en la única ciclista de la historia con siete oros en la máxima categoría.[cita requerida]

## Palmarés
1999
- Campeonato de España de MTB cadete

2000
- Campeonato de España de Ciclocrós junior

2001
- Campeonato de España de Ciclocrós júnior

2002
- Campeonato de España de Ciclocross Élite
- Campeonato de España de MTB Sub-23

2003
- Campeonato de España de Ciclocross Élite

2011
- Campeonato de España de Ciclocross Élite

2013
- Campeonato de España de Ciclocross Élite

2014-15
- Campeonato de España de Ciclocross Élite
- 1.ª General Copa de España 
  - 1.ª Ciclocross Ciudad de Oviedo
  - 1.ª Ciclocross Muskiz
  - 1.ª Ciclocross Ciudad de Valencia
- Ciclocross de Llodio

2015-16
- Campeonato de España de Ciclocross Élite
- 1.ª General Copa de España 
  - 1.ª Ciclocross Muskiz
  - 1.ª Ciclocross Ciudad de Valencia
- Ciclocross de Llodio
- Ciclocross de Les Franqueses del Vallès

2016-17
- Campeonato de España de Ciclocross Élite
- Copa de España de Ciclocross
- Cyclo-cross de Karrantza
- Ciclocross de Les Franqueses del Vallès
- Ciclocross de Llodio
- Ciclocross de Elorrio
- Trofeo Joan Soler de Ciclocross
- GENERAL EUSKADI BASQUE COUNTRY
  - 1.ª EUSKADI BASQUE COUNTRY IGORRE
  - 1.ª EUSKADI BASQUE COUNTRY AMETZAGA
  - 1.ª EUSKADI BASQUE COUNTRY ASTEASU

2017-18
- Campeonato de España de Ciclocross Élite
- Ciclocross de Llodio
- 1.ª EUSKADI BASQUE COUNTRY AMETZAGA

2018-19
- Campeonato de España de Ciclocross Élite
- Campeonato de España de Ciclocross Team Relay
- Copa de España de Ciclocross
  - Ciclocross de Llodio
  - Ciclocross de Elorrio
- 1.ª Ciclocross VALONGO UCI C2 Valongo PORTUGAL
- 1.ª QIANSEN TROPHY UCI C1 AOHAN STATION CHINA
- 1.ª QIANSEN FENGFENG XIANGTANG MOUNTAIN CYCLOCROSS CHINA
- Trofeo Joan Soler de Ciclocross
- 1.ª Gran Premi Internacional Ciudat de Vic UCI C2
- 1.ª III Ciclocross Ciudad de Xátiva UCI C2 Valencia

2019-20
- Campeonato de España de Ciclocrós Élite
- Campeonato de España de Ciclocrós Team Relay
- Campeonato de Asturias Ciclocross Élite
- Copa de España de Ciclocross
  - 2.ª XXXII Ciclocross de Llodio UCI C1
  - 4.ª Elorrioko Basqueland UCI C1
  - 1.ª XXVII Ciclocross Internacional de Karrantza UCI C2
  - 1.ª VIII Ciclocross Ciudad de Alcobendas ENBICI
  - 2.ª Gran Premio CIUDAD DE PONTEVEDRA
- 1.ª Copa Comunidad de Madrid BIORACER FESTIBIKE
- 1.ª XVI CICLOCROSS MEDINA DE POMAR
- 1.ª XVII CICLOCROSS “VILLA DE VILLARCAYO”
- 1.ª GENERAL CIRCUITO DIPUTACIÓN 2019
- 1.ª XV Ciclocross G.P. VILLA DE ALALPARDO
- 1.ª Ciclocross SENDEROS DEL CARBON Laviana
- 1.ª XIX Gran Premio Santa Bárbara CORROBARCENO
- 1.ª II Ciclocross "Copa Liberbank" CALLEZUELA Illas
- 1.ª 50 Ciclocross la Tenderina "Memorial Amadeo Izquierdo"
- 1.ª Critérium Ciclocross CIUDAD DE OVIEDO
- 1.ª V Circuito Ciclocross MAYADOR Villaviciosa
- 1.ª VI CX Ciudad de Torrelavega IV MEMORIAL FÉLIX GONZÁLEZ

2020-21
- Campeonato de España de Ciclocrós Élite

2021-22
- Copa de España de Ciclocross
  - 2.ª Gran Premio CIUDAD DE PONTEVEDRA
  - 2.ª Ciclocross Internacional Llodio
  - 2.ª Cyclo-cross de Karrantza
  - 2.ª Ciclocross ciudad de Alcobendas Enbici
  - 1.ª Ciclocross Internacional Ciudad de Tarancón

## Resultados en Grandes Vueltas y Campeonatos del Mundo
Durante su carrera deportiva ha conseguido los siguientes puestos en las Grandes Vueltas femeninas, en los Campeonatos del Mundo en carretera y ciclocrós:
| Carrera              | 2000 | 2001 | 2002 | 2003 | 2004 | 2005 | 2006 | 2007 | 2008 | 2009 | 2010 | 2011 | 2012 | 2013 | 2014 | 2015 | 2016 |
| -------------------- | ---- | ---- | ---- | ---- | ---- | ---- | ---- | ---- | ---- | ---- | ---- | ---- | ---- | ---- | ---- | ---- | ---- |
| Giro de Italia       | -    | -    | -    | -    | -    | -    | -    | -    | -    | -    | -    | -    | -    | -    | -    | -    |      |
| Tour de l'Aude       | -    | -    | -    | -    | -    | -    | -    | -    | -    | -    | -    | X    | X    | X    | X    | X    | X    |
| Grande Boucle        | -    | -    | -    | -    | -    | -    | -    | -    | -    | -    | -    | -    | X    | X    | X    | X    | X    |
| Mundial en Ruta      | -    | -    | -    | -    | -    | -    | -    | -    | -    | -    | -    | -    | -    | -    | -    | -    |      |
| Mundial de Ciclocrós | 37ª  | 32ª  | 27ª  | 35ª  | -    | -    | -    | -    | -    | -    | -    | 32.ª | -    | -    | 22.ª | 33.ª | 17.ª |

-: no participa

X: ediciones no celebradas

## Equipos
- Lointek (2014[15] -2015[16])
  - Lointek (2014)[15]
  - Lointek Team (2015)[16]